# Heinrich Ferdinand Scherk

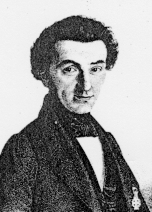
Heinrich Ferdinand Scherk

Heinrich Ferdinand Scherk (* 27. Oktober 1798 in Posen; † 4. Oktober 1885 in Bremen) war ein deutscher Mathematiker und Astronom.

## Biografie
Scherk kam 1809 nach Breslau und besuchte das Maria-Magdalenen-Gymnasium, das von Johann Kaspar Friedrich Manso geleitet wurde. Schon hier erhielt er die ersten Anregungen, sich mit Mathematik und Astronomie zu beschäftigen. Im Alter von 20 Jahren verließ Scherk das Gymnasium mit dem Abitur und studierte zunächst an der neuen Schlesischen Friedrich-Wilhelms-Universität Breslau, u. a. bei Heinrich Wilhelm Brandes. 1820 ging er für zwei Jahre an die Albertus-Universität Königsberg, wo Friedrich Wilhelm Bessel sein Lehrer und Förderer wurde. Aus dieser Zeit stammen auch Scherks erste Arbeiten über Astronomie. Sie erschienen in dem von Johann Elert Bode herausgegebenen Astronomischen Jahrbuch und in den von Heinrich Christian Schumacher gegründeten Astronomischen Nachrichten.
Scherk ging 1822 zu Carl Friedrich Gauß an die Georg-August-Universität Göttingen. Mit einer bei Bessel angefangenen Doktorarbeit wurde er 1823 an der Friedrich-Wilhelms-Universität Berlin bei Heinrich Wilhelm Brandes promoviert. Im selben Jahr heiratete Scherk, er zeugte acht Kinder.
Ein Jahr später (1824) habilitierte er sich in Königsberg. 1825 erschienen in Berlin seine vier Mathematischen Abhandlungen.

### Halle
Auf Bessels Empfehlung berief die Friedrichs-Universität Halle Scherk 1826 als a.o. Professor. Mit wichtigen Beiträgen im
Journal für die reine und angewandte Mathematik von August Crelle gewann er weiteres Ansehen. Er wurde Mitglied und zuletzt Direktor der Königlichen wissenschaftlichen Prüfungskommission für die Provinz Sachsen. In jener Zeit entstanden auch heute noch zitierte Arbeiten über Minimalflächen und die Verteilung der Primzahlen. 1831 wurde Scherk zum o. Professor der Universität Halle ernannt. Auf eigenen Wunsch schied er 1833 aus dem Dienst des Königreichs Preußen aus.

### Kiel
Er ging als o. Professor für Mathematik und Astronomie an die Christian-Albrechts-Universität Kiel im Herzogtum Holstein, das damals zum Königreich Dänemark gehörte. Scherk wurde damit Nachfolger von Nikolaus Theodor Reimer. 1835 wurde er hier auch Verwalter des Universitätsvermögens. 1841/42, 1842/43 und 1848/49 war er Rektor der CAU.
Obschon 1840 zum Ritter des Danebrog-Ordens geschlagen, engagierte Scherk sich 1848 in der Schleswig-Holsteinischen Erhebung. Nach der Niederlage der Schleswig-Holsteinischen Armee wurde er 1852 aller Ämter enthoben und aus dem dänischen Staatsdienst entlassen. Als Bemühungen um eine Wiedereinstellung in Halle oder Kiel erfolglos blieben, nahm er bis zur Emeritierung 1874  eine Lehrerstelle an der Handelsschule (Bremen) an. Er starb kurz vor seinem 87. Geburtstag.

## Werk
Als erster nach Leonhard Euler (Kettenlinie, Katenoide, 1744) und Jean-Baptiste Meusnier de la Place (Helikoid oder Wendelfläche, 1776) entdeckte Scherk eine neue Minimalfläche. Die Minimalfläche von Scherk wurde 1835 in einer Preisarbeit für die Académie des sciences veröffentlicht.
- Über die Theilbarkeit der Combinationssummen aus den natürlichen Zahlen durch Primzahlen. Scherk, Heinrich Ferdinand. 1864 (In Programm der Hauptschule zu Bremen). Digitalisat.